# Jean-Baptiste André Gautier-Dagoty

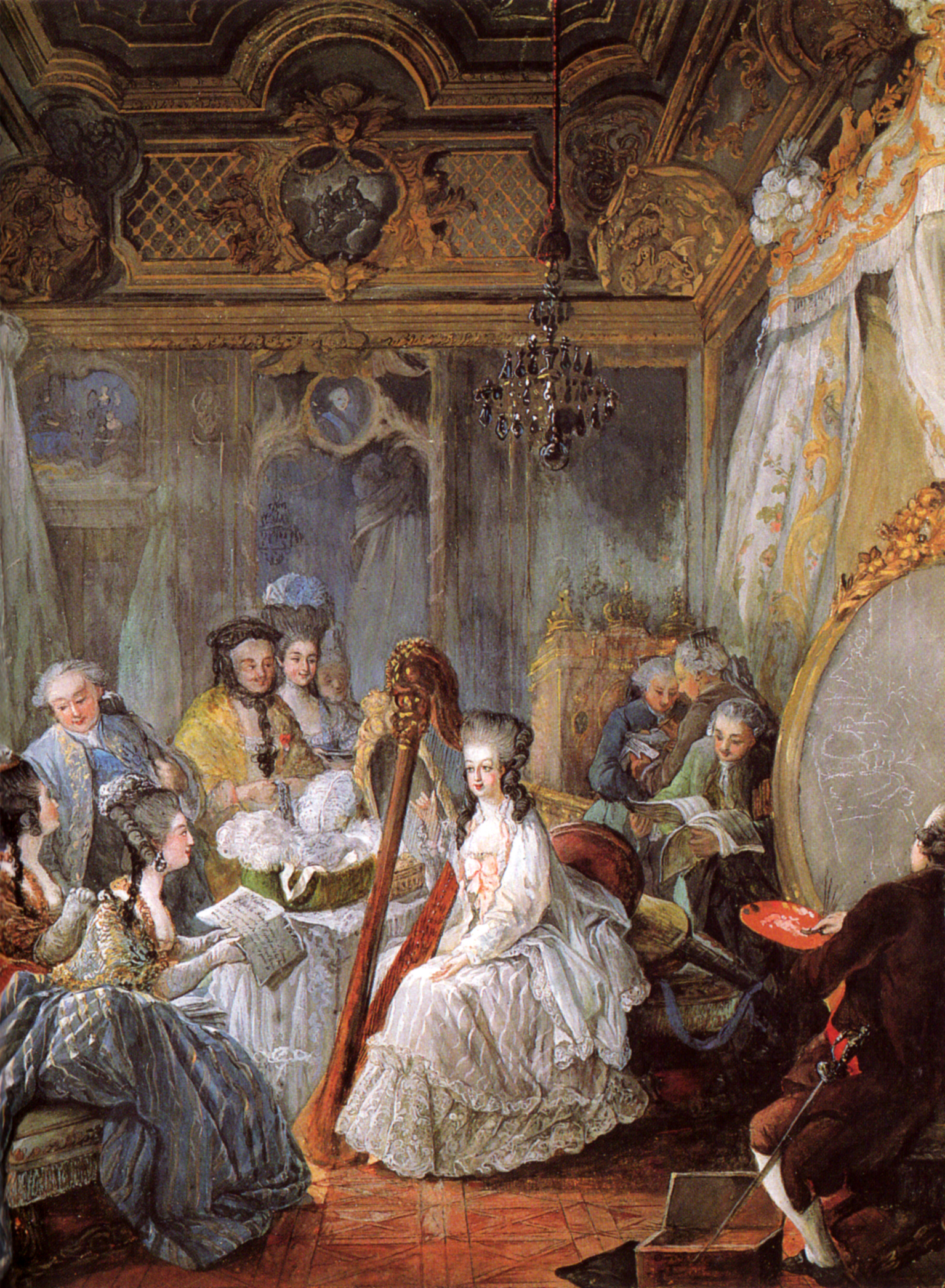
Maria Antonietta nella sua camera, 1776. In primo piano, di spalle, si trova lo stesso artista.

Jean-Baptiste André Gautier-Dagoty, o Gautier d'Agoty (Parigi, 1740 – Parigi, 1786), è stato un pittore francese, specializzato nell'arte del ritratto. In passato veniva citato con il nome italianizzato Giovanni Battista Gautier.

## Biografia

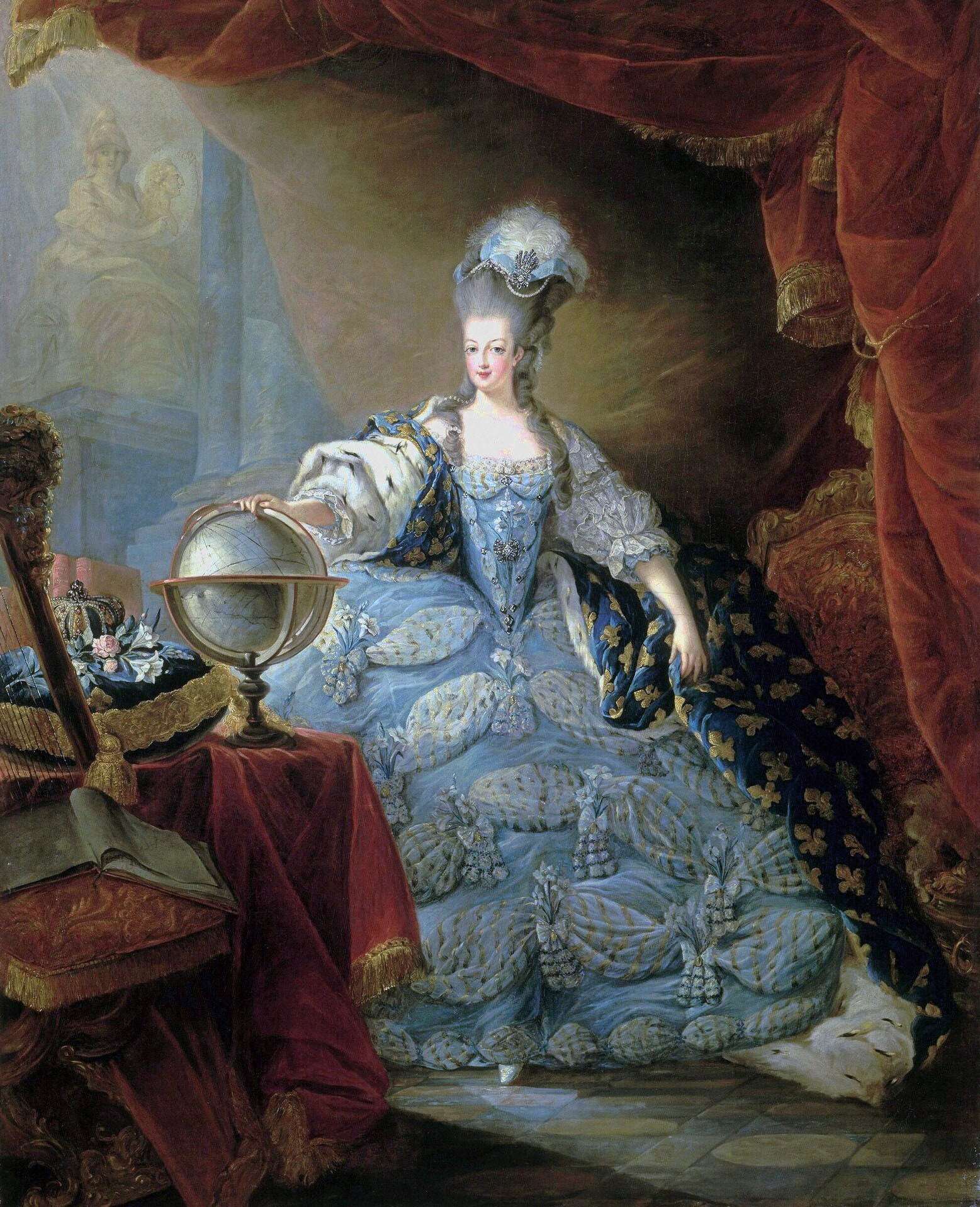
Ritratto di Maria Antonietta, regina di Francia, 1775

Figlio dell'incisore Jacques Gautier d'Agoty, aveva quattro fratelli, tutti artisti: Honoré-Louis, Jean-Fabien, Édouard (anche suo figlio Pierre-Édouard Dagoty diventerà un artista), e Arnauld-Éloi Gautier-Dagoty. Essendo un cavaliere dell'ordine di San Giovanni in Laterano, talvolta viene chiamato "il cavalier Dagoty". È anche l'autore di alcune opere lasciate incompiute: sono due serie sulle persone illustri della Francia (Galerie des hommes et des femmes célèbres qui ont paru en France, 1770) e una sulla monarchia francese (La Monarchie française, 1770). Della prima serie uscirono due volumi, mentre il progetto ambizioso di un'opera ritrattistica di tutti i sovrani francesi si arrestò con Childeberto I, il sesto re dei Franchi (vissuto secoli prima della nascita del regno di Francia, nel decimo secolo).
Proseguendo la sua carriera a Parigi, divenne il protetto di Maria Antonietta, che gli commissionò un ritratto per inviarlo a Vienna. Una volta ultimato, venne presentato nella galleria degli Specchi il 27 luglio del 1775, ma ricevette un'accoglienza negativa da parte della corte. Ne parla anche la signora Campan: 
Alla fine questo quadro sarà offerto dalla regina al principe Georg Adam von Starhemberg nel 1777, per poi essere donato al museo nazionale della reggia di Versailles dal comandante Paul-Louis Weiller nel 1954. Gautier-Dagoty realizzò anche i ritratti della contessa di Provenza e della contessa di Artois, le cognate della regina. La maggior parte delle sue opere oggi è conservata al museo nazionale della reggia di Versailles.
Gautier-Dagoty è l'autore di un guazzo su carta che lo rappresenta mentre dipinge la regina (si tratta del disegno del ritratto del 1775), mentre questa suona l'arpa nella sua camera in compagnia dei suoi amici e del suo seguito. Una donna porge alla sovrana un biglietto sul quale Gautier-Dagoty le chiede di nominarlo suo pittore personale.

## Opere
Dipinti

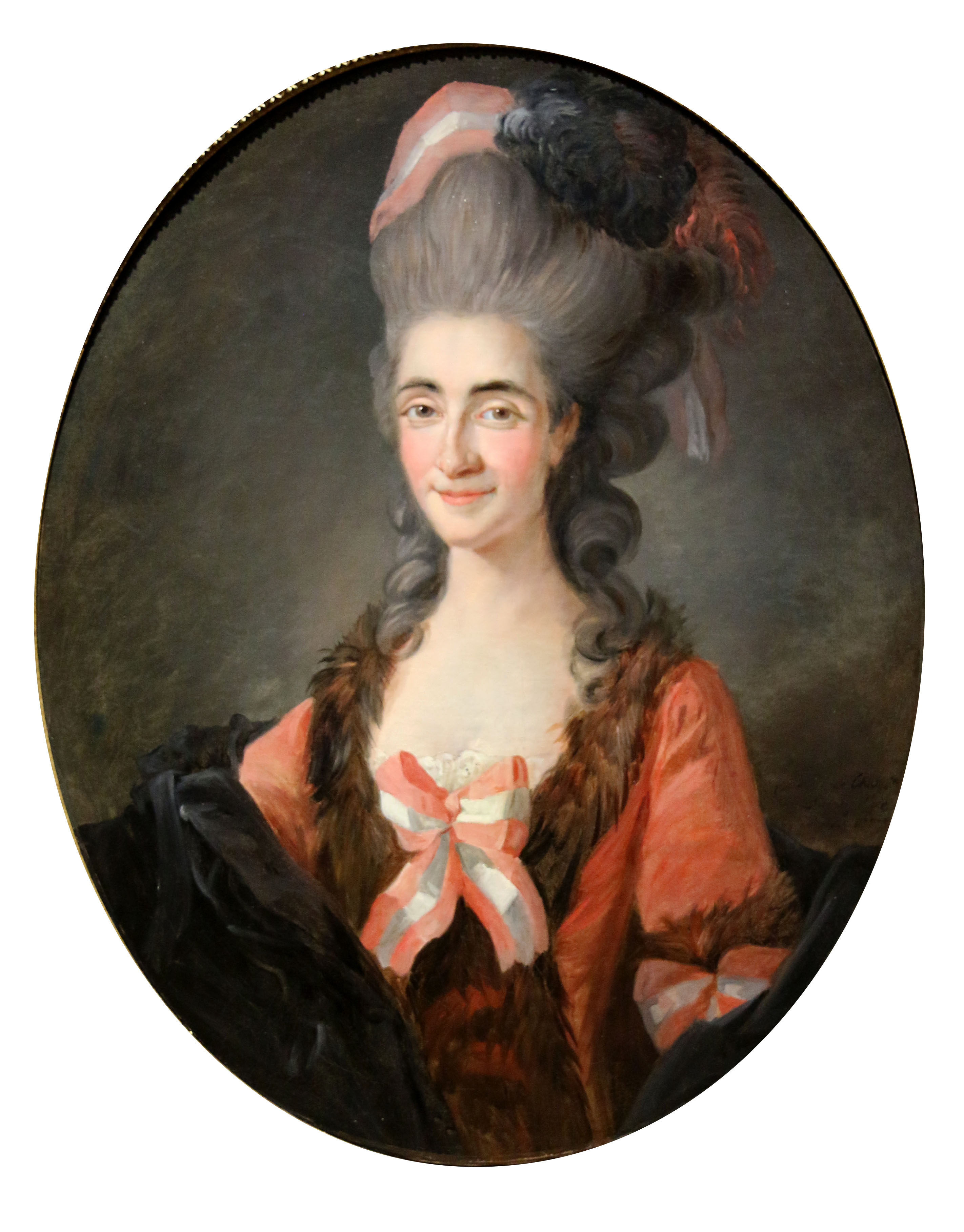
Ritratto di una donna, 1777

- Ritratto di Maria Antonietta, regina di Francia, 1775, Versailles, museo nazionale della reggia.
- Ritratto di Maria Teresa di Savoia, contessa di Artois, 1775, Versailles, museo nazionale della reggia.
- Ritratto presunto del duca e della duchessa di Chartres, 1775-1776 circa, Parigi, museo Nissim de Camondo.[4]
- Ritratto di Maria Giuseppina di Savoia, contessa di Provenza, 1777, Versailles, museo nazionale della reggia.
- Ritratto di una donna, 1777, museo di belle arti di Marsiglia.
- Ritratto di Maria Antoinetta davanti il tempio dell'Amore (attribuito), 1780 circa, collezione privata.

Disegni, guazzi e pastelli
- Maria Antoinetta nella sua camera, 1776, guazzo su carta, Versailles, museo nazionale della reggia.
- Ritratto di Claude-Prosper Jolyot de Crébillon, detto Crébillon fils, pastello, Parigi, museo del Louvre.
- Allegoria del trattato dell'indipendenza americana, post 1776, disegno, Parigi, museo del Louvre.
- L'Hôtel des Monnaies, facciata sulla rue Guénégaud, disegno e acquerello, Parigi, Biblioteca nazionale di Francia.

## Galleria d'immagini

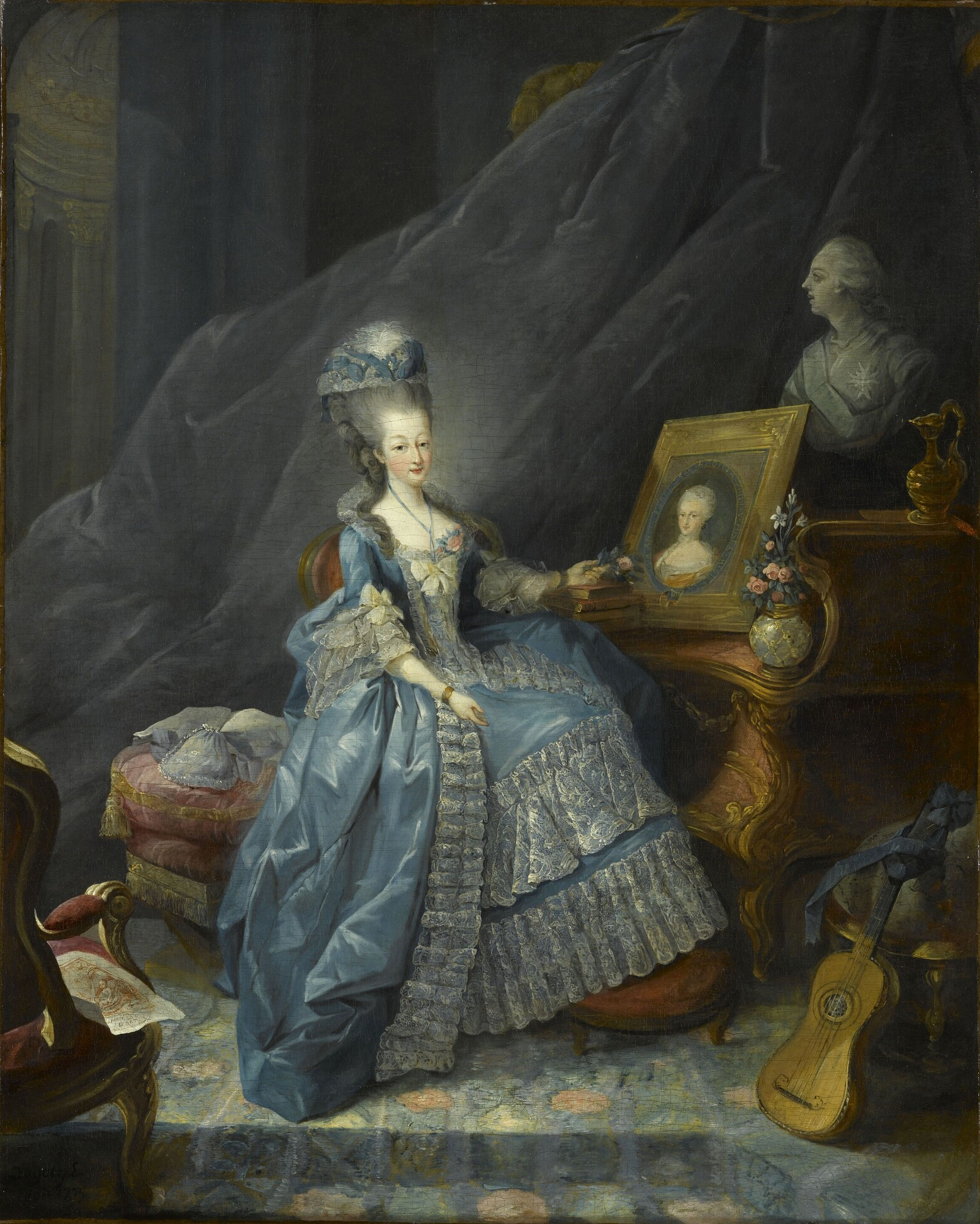
Ritratto di Maria Teresa di Savoia, 1775
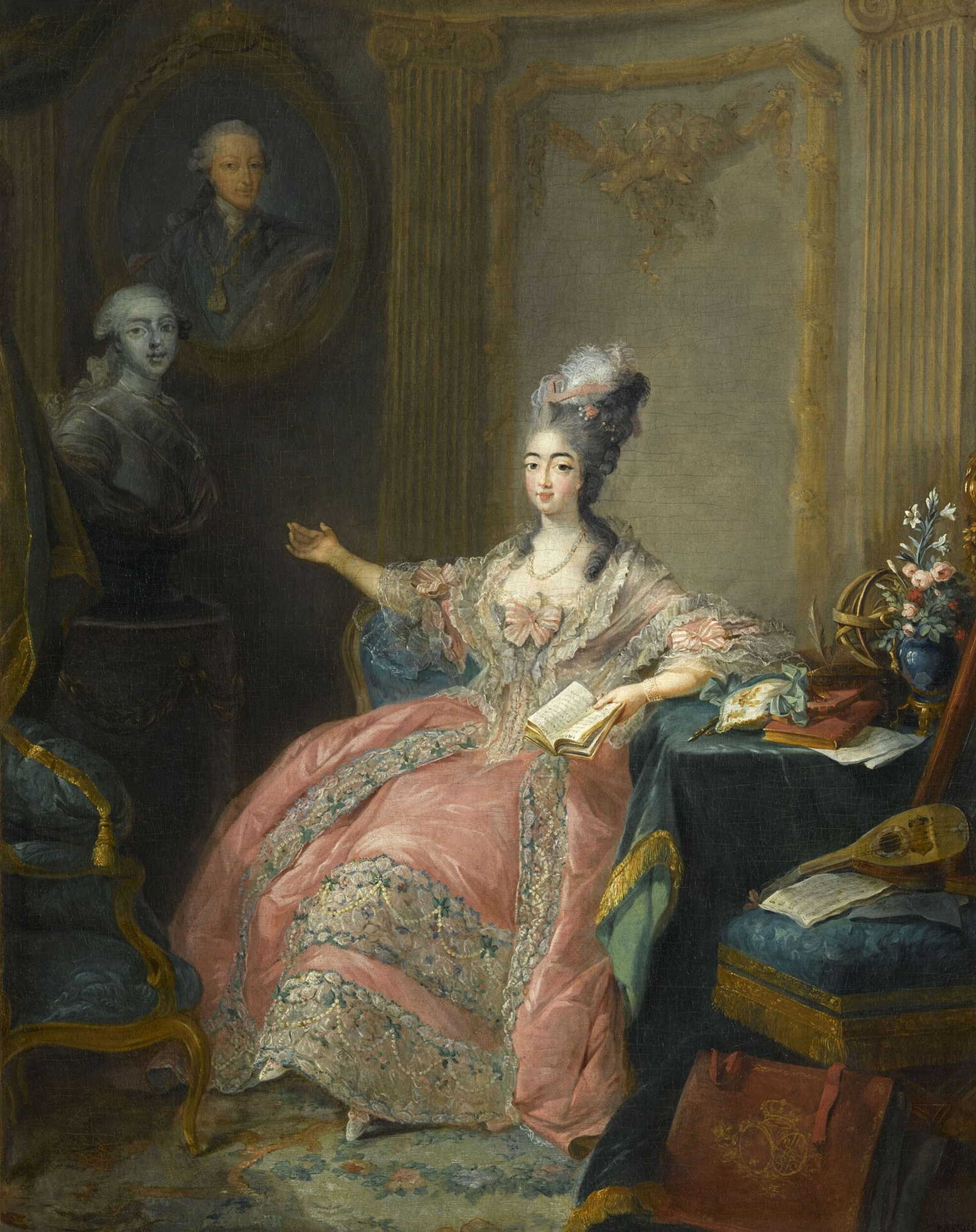
Ritratto di Maria Giuseppina di Savoia, 1777
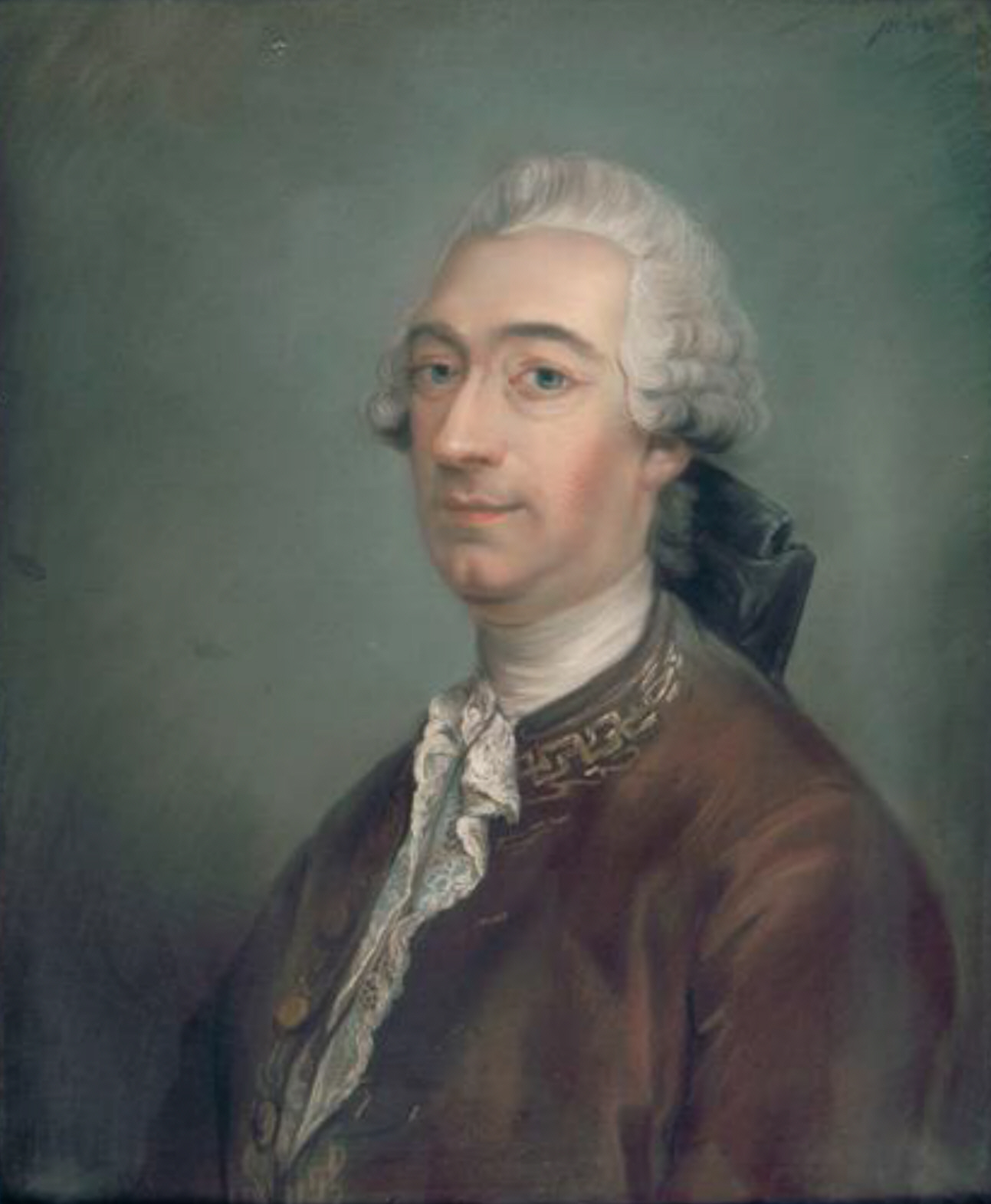
Ritratto di Claude-Prosper Jolyot de Crébillon